# نفس برآمد و کام از تو برنمی‌آید
غزلی با مطلع «نفس برآمد و کام از تو برنمی‌آید»، غزل شمارهٔ ۲۳۷ از دیوانِ حافظ در تصحیحِ محمد قزوینی و قاسم غنی است.

## در دیگر آثار هنری
بیست و سه قطعهٔ خوشنویسی اثر عبداکریم بن عبدالرحمان خوارزمی یعقوبی متعلق به اواخر سدهٔ ۹ ه‍.ق در مرقع‌های یعقوب‌بیک آق‌قویونلو به شماره‌های ۲۱۵۳ و ۲۱۶۰ و به‌سال ۸۸۳–۸۹۶ ه‍.ق/۱۴۷۸–۱۴۹۰ م موجود است. این مرقع در کتابخانهٔ توپکاپی‌سرای استانبول نگهداری می‌شود. در مرقع H2153 نوزده قطعه از او وجود دارد که شامل بیت‌هایی از غزل «مدامم مست می‌دارد نسیم جعد گیسویت / خرابم می‌کند هر دم فریب چشم جادویت» و بیت‌هایی از غزل «خدا چو صورت ابروی دلگشای تو بست / گشاد کار من اندر کرشمه‌های تو بست» است. همین‌طور در موقع H2160 نیز چهار قطعه شامل بیت‌هایی از غزل «غلام همت آنم که زیر چرخ کبود / ز هر چه رنگ تعلق پذیرد آزادست» و بیت‌هایی از غزل «نفس برآمد و کام از تو بر نمی‌آید / فغان که بخت من از خواب در نمی‌آید» وجود دارد.